# 5×20 All the BEST!! 1999-2019
『5×20 All the BEST!! 1999-2019』（ファイブバイトゥエンティー オール ザ ベスト 1999-2019）は、日本の男性アイドルグループ・嵐のオールタイム・ベスト。2019年6月26日にジェイ・ストームから発売された。

## 概要
1999年11月3日発売のデビューシングル「A・RA・SHI」から、2018年10月24日発売の56thシングル「君のうた」までのシングル全63曲に20周年を記念した新曲「5×20」を加えた計64曲を収録。
初回限定盤1/2、通常盤の計3形態で発売。初回限定盤1/2にはDVDを付属。初回限定盤1には新曲「5×20」のビデオ・クリップとメイキングを収録。初回限定盤2には2000年に開催されたグループ初のコンサート『嵐 FIRST CONCERT 2000』から、2017年 - 2018年に開催された『ARASHI LIVE TOUR 2017-2018 「untitled」』までのライブ映像から厳選された『ARASHI LIVE CLIPS』を収録。 
また各ストリーミング配信サイトでは 「5×20 All the BEST!!1999－2019（Special Edition）」として『La tormenta 2004』『5×10』『Attack it!』を追加。  
通常盤には、嵐がCMキャラクターを務めているJALのハワイ線及び国内線機内にて、オリジナルジャケットケース付き（ハワイ線、国内線）通常盤も数量限定（各5000枚）で販売された。ハワイ線限定盤は2019年8月19日より、国内線限定盤は2019年8月27日より販売開始後、両盤とも9月8日には完売していた。ハワイ線と国内線のジャケットケースの絵は異なるが、ケース内の中身はどちらも通常盤である。
アルバムとしては2017年発売の『「untitled」』以来2年ぶり、ベスト・アルバムとしては2012年にJ Storm限定で発売されたB面集『ウラ嵐マニア』以来約7年ぶり、オールタイム・ベストとしては2009年発売の『5×10 All the BEST! 1999-2009』以来約10年ぶりのリリースとなる。
2019年5月29日、既に予約を締め切ったCDショップやオンラインショップが多数あり、希望小売価格より大きく逸脱した価格設定の商品が出回っている状況は本意でないことを理由に、初回限定盤1、初回限定盤2の予約追加生産を実施することを発表。追加生産分の予約受付は6月1日から7月12日まで行われ、追加生産分の予約商品受け渡しは2019年8月20日より開始された。

## チャート成績
2019年6月25日付オリコンデイリーランキングで初登場1位を記録。初日の売り上げ枚数は72万8674枚で、自身が保持する「アルバム初日売上枚数記録」男性アーティスト歴代1位記録を更新。『Japonism』で記録した初日売上41.3万枚を約31万枚も上回った。また、男性アーティストによる「アルバム初日売上枚数記録」TOP5を嵐のアルバムが独占した。1位となった今作に続き、2位は『Japonism』、3位は『「untitled」』（35.2万枚）、4位は『THE DIGITALIAN』（33.7万枚）、5位は『LOVE』（32.8万枚）となった。
2019年6月27日売上分で、累計売上枚数が100万枚を突破し、発売日前日から3日間でミリオンを達成した。また、令和初のアルバムミリオン作品となった。「アルバム累積売上ミリオン突破作品」は、2018年5月28日付で松任谷由実のオールタイムベスト『日本の恋と、ユーミンと。』が記録して以来1年1ヶ月ぶりとなった。
2019年7月8日付オリコン週間ランキングで初登場1位を記録。初週の売り上げ枚数は130万4251枚で、安室奈美恵のオールタイムベスト『Finally』の初週売上111.3万枚を超え、2010年代最高の初週売上記録となった。なお、男性アーティストによるアルバム初週ミリオンは、CHEMISTRYの『Second to None』（初週107.6万枚）以来、16年6ヶ月ぶりとなった。
2019年7月29日付オリコン週間ランキングでは3週ぶりとなる1位を獲得、累積売上は150万枚を突破した。アルバムの累積150万枚超えは『Finally』以来1年8ヶ月ぶりとなり、アルバムランキングの1位返り咲きは桑田佳祐『がらくた』以来1年10ヶ月ぶり、自身では初となった。
2019年8月5日付オリコン週間ランキングで2週連続、通算3週目の1位を獲得した。「アルバム通算1位獲得週数」を通算3週とし、自己最高を記録した。
2019年9月2日付オリコン週間ランキングで4週ぶりに1位を獲得した。「アルバム通算1位獲得週数」を通算4週とし、自己最高記録を塗り替えた。この時点での累計売上枚数は194万4596枚（オリコン集計）である。2度目の1位返り咲きは、DREAMS COME TRUEのオールタイムベスト『DREAMS COME TRUE THE BEST! 私のドリカム』以来約4年ぶりである。
2019年9月16日付オリコン週間アルバムランキングで累計売上枚数が200万枚を突破し、ダブルミリオンを達成（累計枚数は201.3万枚）した。「アルバム累積売上ダブルミリオン突破作品」は、2018年1月15日付で『Finally』が記録して以来1年8ヶ月ぶりとなった。男性グループによるアルバムの累積売上200万枚超えは、ザ・ビートルズの『ザ・ビートルズ1』（2012年8月13日付で記録）以来7年1ヶ月ぶりである。
自身の『5×10 All the BEST! 1999-2009』の売上を超え、ジャニーズ所属アーティスト初のアルバム累積枚数200万枚を突破した。
オリコン歴代アルバム売上ランキングでも、2021年現在で歴代65位にランクインしている。
2019年の累計売り上げ枚数は210万438枚（オリコン集計）となり、2019年のオリコン年間ランキング1位となった。
2020年3月20日、IFPIから2019年に世界で最も売れたアルバムに贈られる「Global Album of 2019」を受賞した。
この賞は世界中のフィジカルアルバムとデジタルアルバムの売上を合算し、年間のベストセラーアルバムをランク付けしたチャートを元に決定。CEOのフランシス・ムア氏は、「嵐は日本を象徴するボーイズ・グループで、20年間の音楽活動を通じてアジア全域に巨大で熱狂的なファン層を築いてきた。彼らの驚異的な売上を誇る作品群と長いキャリアの証として、嵐の本賞の受賞を祝福したい」と賛辞を送っている。
なお、2位にはテイラー・スウィフト「Lover」、3位にはBTS「MAP OF THE SOUL : PERSONA」と続いた。
2020年8月11日、2019年に最も売れたアルバムとしてギネス世界記録に認定された。
2024年4月現在までに累積約219.4万枚を売り上げている。

## 受賞歴
- 第34回日本ゴールドディスク大賞「アルバム・オブ・ザ・イヤー」（2020年）[22]
- IFPI「Global Album of 2019」（2020年）[19]
- ギネス世界記録「2019年に最も売れたアルバム」（2020年）[21]

## 収録曲

### CD

#### Disc 1
1. A・RA・SHI [4:29]
  - 1stシングル
2. SUNRISE日本 [4:46]
  - 2ndシングルの1曲目
3. HORIZON [5:10]
  - 2ndシングルの2曲目
4. 台風ジェネレーション -Typhoon Generation- [5:02]
  - 3rdシングル
5. 感謝カンゲキ雨嵐 [4:50]
  - 4thシングル
6. 君のために僕がいる [3:47]
  - 5thシングル
7. 時代 [4:55]
  - 6thシングル
8. a Day in Our Life [4:47]
  - 7thシングル
9. ナイスな心意気 [4:01]
  - 8thシングル
10. PIKA☆NCHI [4:52]
  - 9thシングル
11. とまどいながら [4:16]
  - 10thシングル
12. ハダシの未来 [4:43]
  - 11thシングルの1曲目
13. 言葉より大切なもの [4:04]
  - 11thシングルの2曲目
14. PIKA★★NCHI DOUBLE [5:09]
  - 12thシングル
15. 瞳の中のGalaxy [5:21]
  - 13thシングルの1曲目
16. Hero [4:53]
  - 13thシングルの2曲目

#### Disc 2
1. サクラ咲ケ [4:24]
  - 14thシングル
2. WISH [4:29]
  - 15thシングル
3. きっと大丈夫 [4:53]
  - 16thシングル
4. アオゾラペダル [5:21]
  - 17thシングル
5. Love so sweet [4:51]
  - 18thシングル
6. We can make it! [4:12]
  - 19thシングル
7. Happiness [4:20]
  - 20thシングル
8. Step and Go [4:47]
  - 21stシングル
9. One Love [4:47]
  - 22ndシングル
10. truth [4:51]
  - 23rdシングルの1曲目
11. 風の向こうへ [3:41]
  - 23rdシングルの2曲目
12. Beautiful days [4:54]
  - 24thシングル
13. Believe [4:46]
  - 25thシングルの1曲目
14. 明日の記憶 [5:00]
  - 26thシングルの1曲目
15. Crazy Moon〜キミ・ハ・ムテキ〜 [3:59]
  - 26thシングルの2曲目
16. Everything [4:00]
  - 27thシングル。以下、ベストアルバム初収録。

#### Disc 3
1. マイガール [4:47]
  - 28thシングル
2. Troublemaker [4:03]
  - 29thシングル
3. Monster [4:29]
  - 30thシングル
4. To be free [3:45]
  - 31stシングル
5. Løve Rainbow [4:42]
  - 32ndシングル
6. Dear Snow [4:45]
  - 33rdシングル
7. 果てない空 [4:27]
  - 34thシングル
8. Lotus [4:24]
  - 35thシングル
9. 迷宮ラブソング [4:38]
  - 36thシングル
10. ワイルド アット ハート [4:09]
  - 37thシングル
11. Face Down [3:57]
  - 38thシングル
12. Your Eyes [4:40]
  - 39thシングル
13. Calling [4:01]
  - 40thシングルの1曲目
14. Breathless [4:59]
  - 40thシングルの2曲目
15. Endless Game [3:58]
  - 41stシングル
16. Bittersweet [4:48]
  - 42ndシングル

#### Disc 4
1. GUTS ! [4:56]
  - 43rdシングル
2. 誰も知らない [4:04]
  - 44thシングル
3. Sakura [4:40]
  - 45thシングル
4. 青空の下、キミのとなり [4:04]
  - 46thシングル
5. 愛を叫べ [4:40]
  - 47thシングル
6. 復活LOVE [4:54]
  - 48thシングル
7. I seek [4:45]
  - 49thシングルの1曲目
8. Daylight [4:51]
  - 49thシングルの2曲目
9. Power of the Paradise [4:38]
  - 50thシングル
10. I'll be there [4:10]
  - 51stシングル
11. つなぐ [4:09]
  - 52ndシングル
12. Doors 〜勇気の軌跡〜 [4:11]
  - 53rdシングル
13. Find The Answer [4:03]
  - 54thシングル
14. 夏疾風 [4:20]
  - 55thシングル
15. 君のうた [4:33]
  - 56thシングル
16. 5×20 [6:15] - 新曲
作詞：嵐、Rap詞：櫻井翔、作曲：youth case、編曲：ha-j

### DVD

#### 初回限定盤1
1. 「5×20」ビデオ・クリップ+メイキング

#### 初回限定盤2『ARASHI LIVE CLIPS』
1. A・RA・SHI
  - 1stライブ・ビデオ『スッピンアラシ』収録映像
2. 疲れちゃダメドレー
  1. 恋はブレッキー
  2. 野性を知りたい
  3. DANGAN-LINER
  4. サワレナイ

  - 2ndライブ・ビデオ『ALL or NOTHING』収録映像（「野性を知りたい」は初収録）
3. Lucky Man
  - 3rdライブ・ビデオ『How's it going? SUMMER CONCERT 2003』収録映像
4. RIGHT BACK TO YOU
  - 4thライブ・ビデオ『2004 嵐!いざッ、Now Tour!!』収録映像
5. Yes? No?
  - 6thアルバム『ARASHIC』初回限定盤特典映像「嵐 LIVE 2005 "One" SUMMER TOUR」収録映像
6. COOL & SOUL
  - 5thライブ・ビデオ『ARASHI AROUND ASIA Thailand-Taiwan-Korea』初回限定盤特典映像「ARASHI FIRST CONCERT 2006 in Taipei 〜久等了! 嵐來了!〜」収録映像
7. Love so sweet
  - 6thライブ・ビデオ『ARASHI AROUND ASIA+ in DOME』収録映像
8. Oh Yeah!
  - 7thライブ・ビデオ『SUMMER TOUR 2007 FINAL Time -コトバノチカラ-』収録映像
9. Love Situation
  - 7thライブ・ビデオ収録映像
10. Re(mark)able
  - 8thライブ・ビデオ『ARASHI AROUND ASIA 2008 in TOKYO』収録映像
11. truth
  - 8thライブ・ビデオ収録映像
12. 感謝カンゲキ雨嵐
  - 9thライブ・ビデオ『ARASHI Anniversary Tour 5×10』収録映像
13. 5×10
  - 9thライブ・ビデオ収録映像
14. Summer Splash!
  - 10thライブ・ビデオ『ARASHI 10-11 TOUR "Scene" 〜君と僕の見ている風景〜 STADIUM』収録映像
15. Monster
  - 10thライブ・ビデオ収録映像
16. movin' on
  - 11thライブ・ビデオ『ARASHI 10-11 TOUR "Scene" 〜君と僕の見ている風景〜 DOME+』収録映像
17. 果てない空
  - 12thライブ・ビデオ『ARASHI LIVE TOUR Beautiful World』収録映像
18. Welcome to our party
  - 14thライブ・ビデオ『ARASHI LIVE TOUR Popcorn』収録映像
19. P・A・R・A・D・O・X
  - 16thライブ・ビデオ『ARASHI Live Tour 2013 “LOVE”』収録映像
20. マイガール（ハワイアンver.）
  - 17thライブ・ビデオ『ARASHI BLAST in Hawaii』収録映像
21. Asterisk
  - 18thライブ・ビデオ『ARASHI LIVE TOUR 2014 THE DIGITALIAN』収録映像
22. CARNIVAL NIGHT part2（お祭りver.）
  - 19thライブ・ビデオ『ARASHI BLAST in Miyagi』収録映像
23. 心の空
  - 20thライブ・ビデオ『ARASHI LIVE TOUR 2015 Japonism』収録映像
24. Don't You Get It
  - 21stライブ・ビデオ『ARASHI LIVE TOUR 2016-2017 Are You Happy?』収録映像
25. Green Light
  - 22ndライブ・ビデオ『ARASHI LIVE TOUR 2017-2018 「untitled」』収録映像
26. 「未完」
  - 22ndライブ・ビデオ収録映像

## Special Edition
『5×20 All the BEST!! 1999-2019 (Special Edition)』は、本作の特別バージョン。2021年7月16日にジェイ・ストームから配信された。2024年11月3日にストーム・レーベルズからDolby Atmos音源でも配信された。

### 概要
2019年発売の『5×20 All the BEST!! 1999-2019』に5周年記念アルバム収録曲「La tormenta 2004」、10周年記念アルバム収録曲「5×10」「Attack it!」の3曲を加え再編成した初の配信限定アルバム。
アルバムとしては2020年発売の『This is 嵐』以来9ヶ月ぶり、ベスト・アルバム、オールタイム・ベストとしては2019年発売の『5×20 All the BEST!! 1999-2019』以来2年ぶりとなる。また、活動休止後初のアルバムである。
7月2日0時より『ウラ嵐BEST』と同時にiTunes Storeでの予約注文が開始された。

### チャート成績
2021年7月21日に発表された2021年7月26日付オリコン週間デジタルアルバムランキングにて、初週DL数4015DLを記録し5位を獲得した。また、同ランキングの1位から4位には本作と同時配信された『ウラ嵐BEST』がランクインし、オリコン週間デジタルアルバムランキング史上初となるTOP5独占を記録した。

### 収録曲

#### Disc 1
1. A・RA・SHI [4:27]
2. SUNRISE日本 [4:43]
3. HORIZON [5:07]
4. 台風ジェネレーション -Typhoon Generation- [4:59]
5. 感謝カンゲキ雨嵐 [4:47]
6. 君のために僕がいる [3:44]
7. 時代 [4:53]
8. a Day in Our Life [4:45]
9. La tormenta 2004 [4:07]
  - 2ndベスト・アルバム『5×5 THE BEST SELECTION OF 2002←2004』通常盤収録曲
10. ナイスな心意気 [3:59]
11. PIKA☆NCHI [4:50]
12. とまどいながら [4:13]
13. ハダシの未来 [4:41]
14. 言葉より大切なもの [4:01]
15. PIKA★★NCHI DOUBLE [5:06]
16. 瞳の中のGalaxy [5:18]
17. Hero [4:53]

#### Disc 2
1. サクラ咲ケ [4:22]
2. WISH [4:27]
3. きっと大丈夫 [4:51]
4. アオゾラペダル [5:19]
5. Love so sweet [4:49]
6. We can make it! [4:10]
7. Happiness [4:18]
8. Step and Go [4:45]
9. One Love [4:45]
10. truth [4:48]
11. 風の向こうへ [3:39]
12. Beautiful days [4:52]
13. Believe [4:44]
14. 明日の記憶 [4:58]
15. Crazy Moon 〜キミ・ハ・ムテキ〜 [3:58]
16. 5×10 [5:27]
  - 3rdベスト・アルバム『5×10 All the BEST! 1999-2009』収録曲
17. Attack it! [2:40]
  - 3rdベスト・アルバム通常盤収録シークレットトラック

単体での収録は初となる。
18. Everything [4:00]

#### Disc 3
1. マイガール [4:45]
2. Troublemaker [4:01]
3. Monster [4:27]
4. To be free [3:43]
5. Løve Rainbow [4:40]
6. Dear Snow [4:43]
7. 果てない空 [4:25]
8. Lotus [4:22]
9. 迷宮ラブソング [4:36]
10. ワイルド アット ハート [4:07]
11. Face Down [3:55]
12. Your Eyes [4:38]
13. Calling [3:59]
14. Breathless [4:57]
15. Endless Game [3:56]
16. Bittersweet [4:48]

#### Disc 4
1. GUTS! [4:54]
2. 誰も知らない [4:02]
3. Sakura [4:38]
4. 青空の下、キミのとなり [4:02]
5. 愛を叫べ [4:38]
6. 復活LOVE [4:52]
7. I seek [4:43]
8. Daylight [4:49]
9. Power of the Paradise [4:36]
10. I'll be there [4:09]
11. つなぐ [4:07]
12. Doors 〜勇気の軌跡〜 [4:09]
13. Find The Answer [4:01]
14. 夏疾風 [4:18]
15. 君のうた [4:31]
16. 5×20 [6:15]

## 映像作品
5×20
- ARASHI Anniversary Tour 5×20
- アラフェス2020 at 国立競技場